# داستان گونگان
داستان گونگان (انگلیسی: Gong'an fiction) یا داستان جنایی به زبان چینی (به چینی: 公案小说) یک زیرژانر از داستان‌های جنایی چینی است که در آن قضات دولتی پرونده‌های جنایی را حل می‌کنند. داستان گونگان اولین بار در داستان‌های محاوره‌ای سلسله سونگ دیده شد. سپس توسعه یافت و به یکی از محبوب‌ترین سبک‌های داستانی در سلسله‌های مینگ و چینگ تبدیل شد. داستان‌های قاضی دی و قاضی بائو بهترین نمونه‌های شناخته‌شده این ژانر هستند.
هیچ اثری از ژانر عروسکی و اجراهای شفاهی از گونگان دودمان سونگ (قرن ۱۰ تا ۱۳ میلادی) باقی نمانده‌است. داستان‌های قاضی بائو بر اساس سمت بائو ژنگ، قهرمان رایج داستان‌های گونگان که سیاستمدار چینی در دوران سلطنت امپراتور رنزونگ در سلسله سونگ بود، برای اولین بار در طول سلسله یوان (قرن ۱۳ تا ۱۴) مشاهده شد. بائو یک شخصیت تاریخی بود که برای امپراتور رنزونگ سونگ به‌عنوان قاضی کار می‌کرد. گزارش زندگی او در اسناد تاریخی ثبت شد، که بعدها الهام‌بخش «قاضی اسطوره‌ای بائو» از داستان‌های گونگان شد.